# Filmato
Un filmato è un'intera immagine cinematografica registrata su uno o più supporti cinematografici. È necessario mettere in rilievo che l'immagine cinematografica è sempre considerata nella sua interezza (sia per quanto riguarda la sua larghezza fisica che per quanto riguarda la sua durata nel tempo) quando si parla di "filmato". Altrimenti si parla di "frammento cinematografico" (nel caso in cui sia stata persa una parte dell'immagine cinematografica) o di "spezzone cinematografico" (nel caso in cui l'immagine cinematografica è presente completamente per quanto riguarda la sua larghezza fisica ma viene considerata solo una parte della sua durata nel tempo).

## Tipologie
Considerando il supporto cinematografico su cui è registrata l'immagine cinematografica, si distinguono le seguenti due principali tipologie di filmati:
- filmato su pellicola;
- filmato video.

Considerando il contenuto visivo, si distinguono invece le seguenti due principali tipologie di filmati:
- film;
- filmato musicale.

### Filmato su pellicola
Un filmato su pellicola è un filmato registrato su pellicola cinematografica. Una pellicola cinematografica è una pellicola fotografica atta alla registrazione di un'immagine fotografica in movimento. La pellicola fotografica è stata realizzata, per la prima volta nella storia, dallo statunitense Hannibal Williston Goodwin intorno alla metà degli anni Ottanta del XIX secolo. Ma è il francese Louis Aimé Augustin Le Prince ad utilizzare, per la prima volta nella storia, la pellicola fotografica come supporto cinematografico (ovvero per registrare un'immagine fotografica in movimento). Il primo filmato su pellicola (di cui si abbia notizia) è infatti Man Walking Around a Corner, realizzato nel 1887 da Louis Aimé Augustin Le Prince. La prima proiezione pubblica, a pagamento, di un filmato su pellicola viene effettuata a New York il 20 Maggio 1895 dalla statunitense Lambda Company di Woodville Latham e William Kennedy Laurie Dickson. Solo dopo sette mesi i fratelli Lumière effettuano la loro prima proiezione pubblica, a pagamento, di un filmato su pellicola: il 28 Dicembre 1895 a Parigi, data normalmente assunta come nascita del cinema (inteso come spettacolo pubblico). La prima visione pubblica, a pagamento, di un filmato su pellicola avviene ancora prima: il 14 Aprile 1894. Data in cui a New York viene aperta la prima sala pubblica della storia dove è possibile visionare, a pagamento, dei filmati. In tale sala sono presenti vari kinetoscopi, inventati dallo statunitense Thomas Alva Edison e costruiti dalla Kinetoscope Company su licenza. Mediante i kinetoscopi il pubblico può visionare dei filmati su pellicola. A differenza degli odierni cinema, la visione dei filmati avviene però non in modo collettivo in quanto il kinetoscopio permette la visione di un filmato su pellicola solo ad una persona per volta. Per tutto il XX secolo, la pellicola cinematografica rimarrà il supporto cinematografico per antonomasia, essendo in grado di fornire una qualità dell'immagine cinematografica inarrivabile da tutti gli altri supporti cinematografici.

### Filmato video
Un filmato video (per ellissi spesso chiamato semplicemente "video") è un filmato registrato su uno o più supporti video. Il primo supporto video della storia è il videonastro (nastro magnetico atto alla registrazione di un filmato). E il primo filmato video della storia viene registrato (su videonastro) nel 1951 per mezzo di un videoregistratore realizzato dalla statunitense Bing Crosby Enterprises. La qualità dell'immagine cinematografica offerta dal videoregistratore della Bing Crosby Enterprises è però così scadente che tale videoregistratore rimarrà solo un prototipo mai commercializzato. Nel 1952 l'inglese British Broadcasting Corporation, emittente televisiva di Stato, realizza il primo videoregistratore della storia sufficientemente performante da poter essere utilizzato: il Vision Electronic Recording Apparatus. Tale videoregistratore non diventerà però mai un prodotto commerciale. Rimarrà ad uso interno della British Broadcasting Corporation in quanto troppo poco affidabile: necessita di continua manutenzione (nonostante vari miglioramenti al Vision Electronic Recording Apparatus vengano apportati nel corso degli anni). Dopo il Vision Electronic Recording Apparatus, altri videoregistratori (tutti in grado di registrare su videonastro) vengono prodotti e, in alcuni casi, anche commercializzati in pochi esemplari: l'affidabilità continua a scarseggiare. L'AMPEX VRX-1000, prodotto dalla statunitense AMPEX Corporation e disponibile in commercio a partire dal 1956, è il primo videoregistratore della storia sufficientemente affidabile da poter essere prodotto in serie su larga scala. L'AMPEX VRX-1000 è costosissimo (costa circa 50000 dollari) e se lo possono permettere solo le grandi aziende. Ma tutte le principali emittenti televisive del mondo lo comprano (compresa l'italiana Rai) in quanto il videonastro, rispetto alla pellicola cinematografica, non necessita di sviluppo fotografico (procedimento che impiega alcune ore per essere completato). Il filmato video è immediatamente visibile dopo essere stato registrato: premendo un tasto per riavvolgere il videonastro e premendo un altro tasto per riprodurre il filmato video. A partire dal 1956 il filmato video diventa quindi la norma in ambito televisivo. Inizialmente fanno eccezione le riprese cinematografiche effettuate all'aperto e in mobilità (non essendo ancora disponibili videoregistratori portatili per i cameraman). Negli anni Sessanta vengono commercializzati i primi videoregistratori amatoriali: il filmato video inizia ad essere utilizzato dalla persona comune (e nasce quindi l'home video). Questi primi videoregistratori amatoriali degli anni Sessanta (che, come i videoregistratori professionali utilizzati dalle emittenti televisive, registrano su videonastro avvolto in una bobina aperta) sono molto costosi per la persona comune (quindi scarsamente diffusi). La situazione migliora negli anni Settanta con la commercializzazione dei videoregistratori amatoriali che registrano su videocassetta (molto più economici dei videoregistratori amatoriali a bobina aperta degli anni Sessanta). Negli anni Ottanta il filmato video diventa alla portata di tutti: videoregistratori a cassetta, anche molto economici, sono ampiamente disponibili in commercio. Il filmato video, in ambito amatoriale, viene creato registrando programmi televisivi che si vogliono conservare nel tempo (negli anni Ottanta tutti i videoregistratori amatoriali integrano un ricevitore televisivo, è quindi possibile, non solo registrare il programma televisivo che si sta vedendo con il televisore, ma anche registrare contemporaneamente un programma televisivo che non si sta vedendo). Oppure con un camcorder amatoriale che, negli anni Ottanta, sono molto più economici rispetto agli anni Settanta.

#### Clip video
Una clip video (anche chiamata "videoclip") è un filmato video di breve durata (ovvero la cui immagine cinematografica dura nel tempo pochi minuti). "Clip video" e "videoclip" sono termini del tutto sinonimi. La loro presenza nella lingua italiana è dovuta al fatto che, dalla lingua inglese, è stata mutuata (come prestito linguistico) sia la parola "clip" (da cui nasce il termine italiano "clip video" secondo le regole della grammatica italiana che prevede di far seguire l'aggettivo al nome) che la parola "videoclip" (nata dal termine inglese "video clip" secondo le regole della grammatica inglese che prevede di far precedere l'aggettivo al nome). Nel linguaggio comune normalmente però il termine "videoclip" viene usato per indicare un filmato musicale mentre il termine "clip video" viene usato in tutti gli altri casi. Questa consuetudine è così diffusa che quasi tutti i dizionari italiani, per quanto riguarda la voce «videoclip», parlano di filmato che accompagna un brano musicale. Inizialmente però i filmati musicali venivano registrati su pellicola cinematografica. Solo dopo il grande successo di MTV negli Stati Uniti, e la diffusione in tutto il mondo di televisioni simili, si è preferito registrare il filmato musicale su supporti video il quanto la televisione è diventata il mezzo di comunicazione di massa prevalente per la diffusione del filmato musicale (come detto nel precedente paragrafo, a partire dal 1956, in televisione il filmato video inizia a prevalere rispetto al filmato su pellicola).

### Film
Un film è un filmato a cui è attribuito un valore artistico. L'arte è un'esperienza soggettiva: il termine "film" non indica un'opera d'arte universalmente riconosciuta come tale, ma semplicemente un'espressione artistica dell'essere umano giudicabile diversamente dalle persone a seconda della loro sensibilità artistica. Durante la produzione di un film vengono prodotti anche centinaia di filmati. Poi, in fase di montaggio, tutti i filmati prodotti vengono assemblati in un unico filmato finale: il film che in seguito verrà proiettato nei cinema, messo in onda in televisione, commercializzato per l'home cinema. 

### Filmato musicale
Un filmato musicale è un filmato che accompagna un brano musicale. Il filmato musicale nasce per far sentire, prima nei cinema e poi in televisione, un brano musicale. Prevalentemente per promozionare un brano musicale al fine di aumentare le vendite del supporto fonografico su cui è registrato. La diffusione di massa del filmato musicale esplode nel 1981 quando, negli Stati Uniti, nasce MTV, la prima televisione della storia dedicata alla messa in onda di filmati musicali. Il successo di MTV è immediato e in tutto il mondo nascono televisioni simili. Fino a quel momento era sempre stata la radio il mezzo di comunicazione di massa prediletto dai giovani per la fruizione di musica. Negli anni Ottanta la televisione diventa una valida concorrente della radio per quanto riguarda la fruizione di musica da parte dei giovani. La radio ha il vantaggio di essere facilmente ascoltabile anche in movimento (con un apparecchio ricevente portatile). Ma la televisione offre ai giovani la possibilità di vedere i propri idoli. Nonostante il filmato musicale sia ampiamente considerato come un'espressione artistica, si continua ad utilizzare il termine "filmato musicale" e non il termine "film musicale". Probabilmente ciò è legato al fatto che il filmato musicale nasce per promuovere, a fini commerciali, un brano musicale. Oggi però (prevalentemente) il filmato musicale non viene più percepito come promozione commerciale ma come espressione artistica.